# Меттью Сміт (хокеїст на траві)
Меттью Сміт (англ. Matthew Smith, 20 листопада 1973) — австралійський хокеїст на траві.
Бронзовий призер Олімпійських Ігор 1996 року.
Переможець Ігор Співдружності 1998, 2002 років.
Срібний призер Трофею чемпіонів 1995, 2001 років.